# Rivalité Penn State-West Virginia
La  Rivalité Penn State-West Virginia est une rivalité dans le football américain universitaire opposant l'équipe des Nittany Lions de l'université d'État de Pennsylvanie basée à State College (University Park) en Pennsylvanie et les Mountaineers de l'université de Virginie-Occiodentale  basée à Morgantown en Virginie-Occidentale,.
Penn State et West Virginia se sont rencontrés 60 fois, soit le troisième plus grand nombre de rencontres pour un adversaire des Nittany Lions, derrière Pittsburgh (100) et Syracuse (71).
Les Nittany Lions et les Mountaineers se sont rencontrés pour la première fois en 1904 et ont joué chaque saison de 1947 à 1992 (46 matchs). La série s'est terminée en 1993 après que Penn State et West Virginia aient rejoint respectivement les conférences Big Ten et Big East.
Comme annoncé par les universités le 19 septembre 2013, la série a repris pour deux matchs soit lors des saisons 2023 et 2024.
Penn State mène la série avec 50 victoires pour 9 à West Virginia et deux nuls.

## Tri-State Big Three
À partir de 1904, les universités sont considérées comme faisant partie du « Tri-state District Big Three » aux côtés de Penn State et concourent chaque année pour le championnat du « District Big Three », une distinction obtenue en obtenant le meilleur résultat sur la saison contre les deux autres,.
Cette rivalité à trois devient un tournoi annuel et en 1951, le trophée Old Ironsides est introduit et décerné au champion des trois universités.
Ce trio se rencontre chaque année au cours de la saison régulière jusqu'à ce que West Virginia remporte son deuxième titre en 1984 et que Penn State soit incapable de localiser le trophée qu'il détenait.
Avec la perte du trophée et la dé-régionalisation du football américain universitaire, la rivalité à trois équipes devient de plus en plus rare sur la saison.

## Palmarès
Le classement des équipes dans les tableaux ci-dessous est celui de l'Associated Press avant la saison 2014 et celui du comité du College Football Playoff depuis 2014.
| Penn State (50)                | West Virginia (9)          | Nuls (2)                   |                            |
| Plus large victoire            | Penn State, 51–6 (1991)    | Penn State, 51–6 (1991)    | Penn State, 51–6 (1991)    |
| Plus longue série de victoires | Penn State, 25 (1959–1983) | Penn State, 25 (1959–1983) | Penn State, 25 (1959–1983) |
| Série en cours sans défaite    | Penn State, 6 (1989–1993)  | Penn State, 6 (1989–1993)  | Penn State, 6 (1989–1993)  |

| N° | Date             | Lieu          | Vainqueur         | Score |
| -- | ---------------- | ------------- | ----------------- | ----- |
| 01 | 15 octobre 1904  | State College | Penn State        | 34–0  |
| 02 | 25 novembre 1905 | State College | Penn State        | 06–0  |
| 03 | 23 novembre 1906 | State College | Penn State        | 11–0  |
| 04 | 24 octobre 1908  | State College | Penn State        | 12–0  |
| 05 | 13 novembre 1909 | State College | Penn State        | 40–0  |
| 06 | 27 octobre 1923  | New York      | Nul               | 13–13 |
| 07 | 14 novembre 1925 | Morgantown    | West Virginia     | 14–0  |
| 08 | 21 novembre 1931 | Morgantown    | West Virginia     | 19–0  |
| 09 | 12 octobre 1940  | State College | Penn State        | 17–13 |
| 10 | 15 novembre 1941 | State College | Penn State        | 07–0  |
| 11 | 31 octobre 1942  | Morgantown    | West Virginia     | 24–0  |
| 12 | 30 octobre 1943  | State College | Penn State        | 32–07 |
| 13 | 28 octobre 1944  | Morgantown    | West Virginia     | 28–27 |
| 14 | 25 octobre 1947  | State College | #9 Penn State     | 21–14 |
| 15 | 16 octobre 1948  | State College | #9 Penn State     | 37–07 |
| 16 | 5 novembre 1949  | Morgantown    | Penn State        | 34–14 |
| 17 | 11 novembre 1950 | State College | Penn State        | 27–0  |
| 18 | 27 octobre 1951  | State College | Penn State        | 13–07 |
| 19 | 11 octobre 1952  | Morgantown    | #20 Penn State    | 35–21 |
| 20 | 31 octobre 1953  | State College | West Virginia     | 20–19 |
| 21 | 16 octobre 1954  | State College | #14 West Virginia | 19–14 |
| 22 | 22 octobre 1955  | Morgantown    | #8 West Virginia  | 21–07 |
| 23 | 27 octobre 1956  | State College | #18 Penn State    | 16–06 |
| 24 | 2 novembre 1957  | State College | Penn State        | 27–06 |
| 25 | 8 novembre 1958  | Morgantown    | Nul               | 14–14 |
| 26 | 31 octobre 1959  | Morgantown    | #7 Penn State     | 28–10 |
| 27 | 29 octobre 1960  | State College | Penn State        | 34–13 |
| 28 | 11 novembre 1961 | Morgantown    | Penn State        | 20–06 |
| 29 | 10 novembre 1962 | State College | Penn State        | 34–06 |
| 30 | 26 octobre 1963  | State College | Penn State        | 20–09 |
| 31 | 24 octobre 1964  | Morgantown    | Penn State        | 37–08 |

| N° | Date              | Lieu          | Vainqueur         | Score |
| -- | ----------------- | ------------- | ----------------- | ----- |
| 32 | 23 octobre 1965   | State College | Penn State        | 44–06 |
| 33 | 22 octobre 1966   | Morgantown    | Penn State        | 38–06 |
| 34 | 21 octobre 1967   | State College | Penn State        | 21–14 |
| 35 | 5 octobre 1968    | Morgantown    | #3 Penn State     | 31–20 |
| 36 | 11 octobre 1969   | State College | #5 Penn State     | 20–0  |
| 37 | 31 octobre 1970   | State College | Penn State        | 42–08 |
| 38 | 30 octobre 1971   | Morgantown    | #6 Penn State     | 35–07 |
| 39 | 28 octobre 1972   | Morgantown    | #11 Penn State    | 28–19 |
| 40 | 27 octobre 1973   | State College | #5 Penn State     | 62–14 |
| 41 | 26 octobre 1974   | Morgantown    | #10 Penn State    | 21–12 |
| 42 | 11 octobre 1975   | State College | #10 Penn State    | 39–0  |
| 43 | 23 octobre 1976   | Morgantown    | Penn State        | 33–0  |
| 44 | 22 octobre 1977   | State College | #10 Penn State    | 49–28 |
| 45 | 29 octobre 1978   | Morgantown    | #2 Penn State     | 49–21 |
| 46 | 27 octobre 1979   | State College | Penn State        | 31–06 |
| 47 | 25 octobre 1980   | Morgantown    | #13 Penn State    | 20–15 |
| 48 | 24 octobre 1981   | State College | #1 Penn State     | 30–07 |
| 49 | 23 octobre 1982   | Morgantown    | #9 Penn State     | 24–0  |
| 50 | 22 octobre 1983   | State College | Penn State        | 41–23 |
| 51 | 27 octobre 1984   | Morgantown    | #18 West Virginia | 17–14 |
| 52 | 26 octobre 1985   | State College | #3 Penn State     | 27–0  |
| 53 | 1er novembre 1986 | Morgantown    | #2 Penn State     | 19–0  |
| 54 | 31 octobre 1987   | State College | #18 Penn State    | 25–21 |
| 55 | 29 octobre 1988   | Morgantown    | #7 West Virginia  | 51–30 |
| 56 | 4 novembre 1989   | State College | #16 Penn State    | 19–09 |
| 57 | 3 novembre 1990   | Morgantown    | #24 Penn State    | 31–19 |
| 58 | 26 octobre 1991   | State College | #8 Penn State     | 51–06 |
| 59 | 24 octobre 1992   | Morgantown    | #14 Penn State    | 40–26 |
| 60 | 22 septembre 2023 | State College | #7 Penn State     | 38–15 |
| 61 | 31 août 2024      | Morgantown    | #8 Penn State     | 34–12 |

## Articles annexes
- Liste des matchs de rivalité en football américain universitaire de la NCAA
- Tri-State Big Three
- Backyard Brawl (rivalité Pittsburgh-West Virginia)
- Rivalité Penn State-Pittsburgh